# Kanton Brive-la-Gaillarde-Nord-Est
Brive-la-Gaillarde-Nord-Est is een voormalig kanton van het Franse departement Corrèze. Het kanton maakte deel uit van het arrondissement Brive-la-Gaillarde.  Het werd opgeheven bij decreet van 24 februari 2014, met uitwerking op 22 maart 2015.
Het kanton omvatte uitsluitend een deel van de gemeente Brive-la-Gaillarde.